# Лучка (Белгородская область)
Лучка — село в Валуйского района Белгородской области России. Входит в состав Рождественского сельского поселения.
Расположено на правом берегу реки Валуй у восточной окраины города Валуйки, примыкает к объездной дороге города. К югу от села, на левом берегу Валуя, расположено село Новоказацкое, в котором находится ж.-д. платформа 7 км на линии Валуйки — Лиски.

## История
В 1968 г. указом президиума ВС РСФСР село Лучка-Жировка наименовано в Лучка.

## Галерея

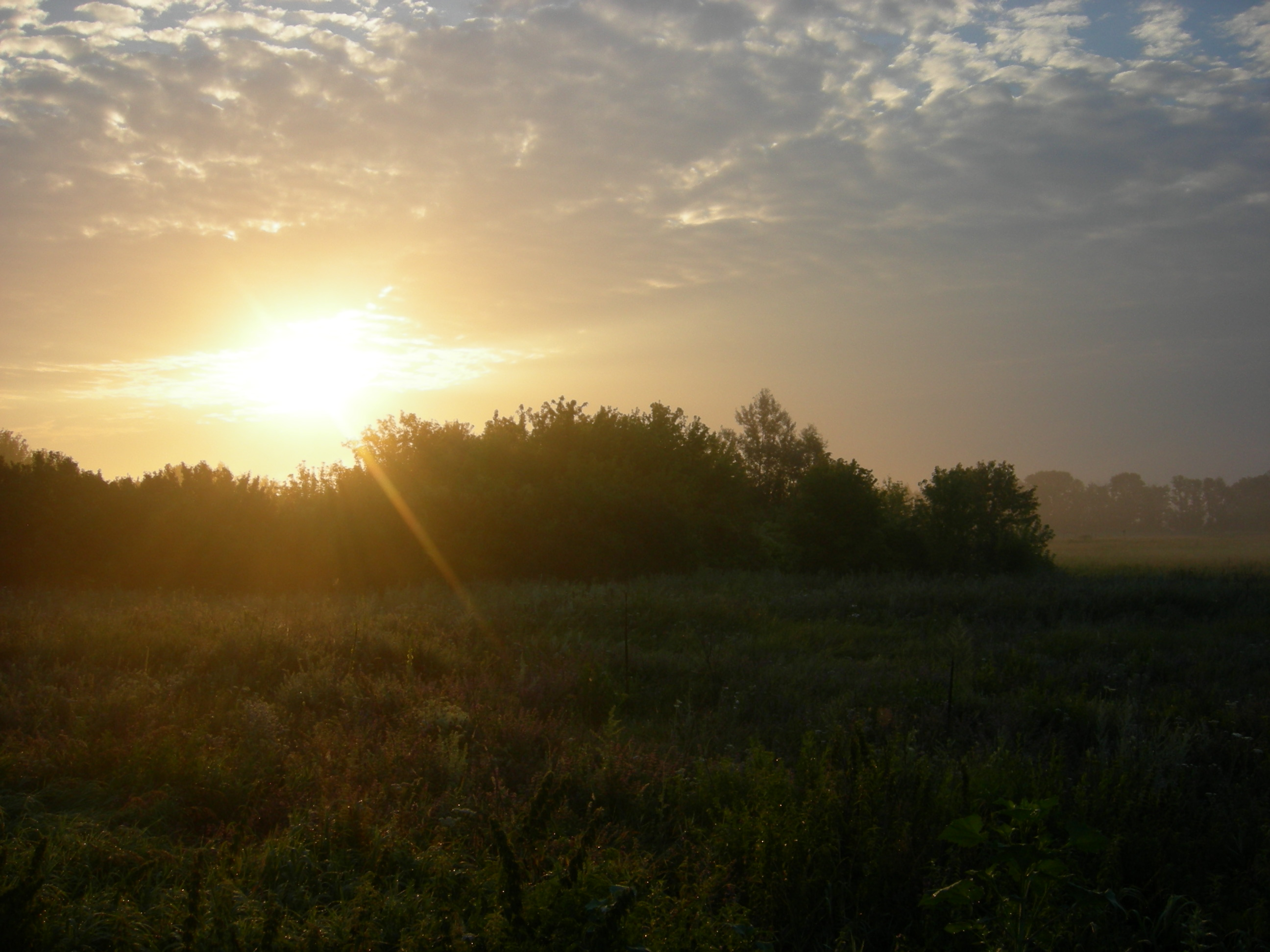
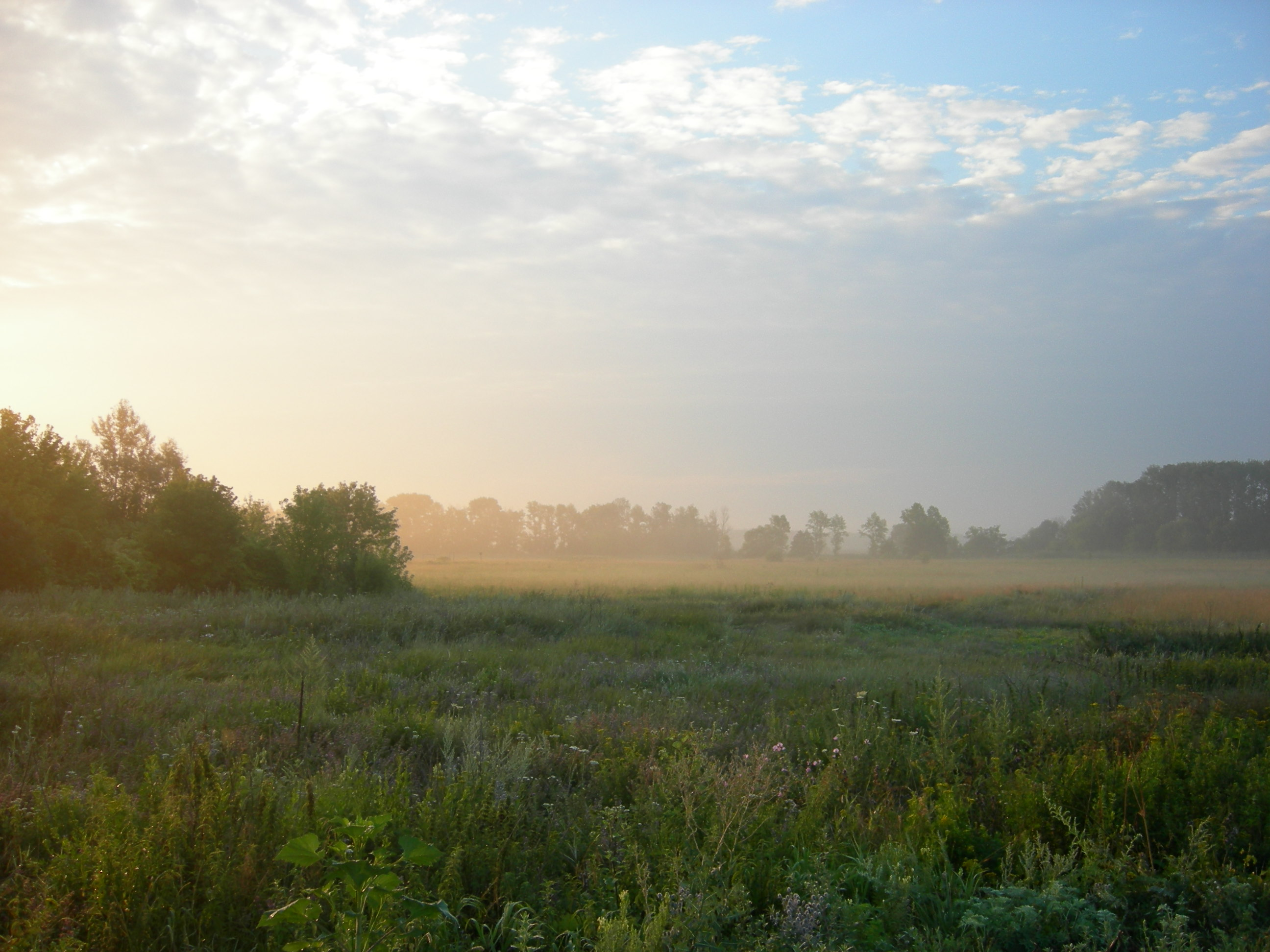
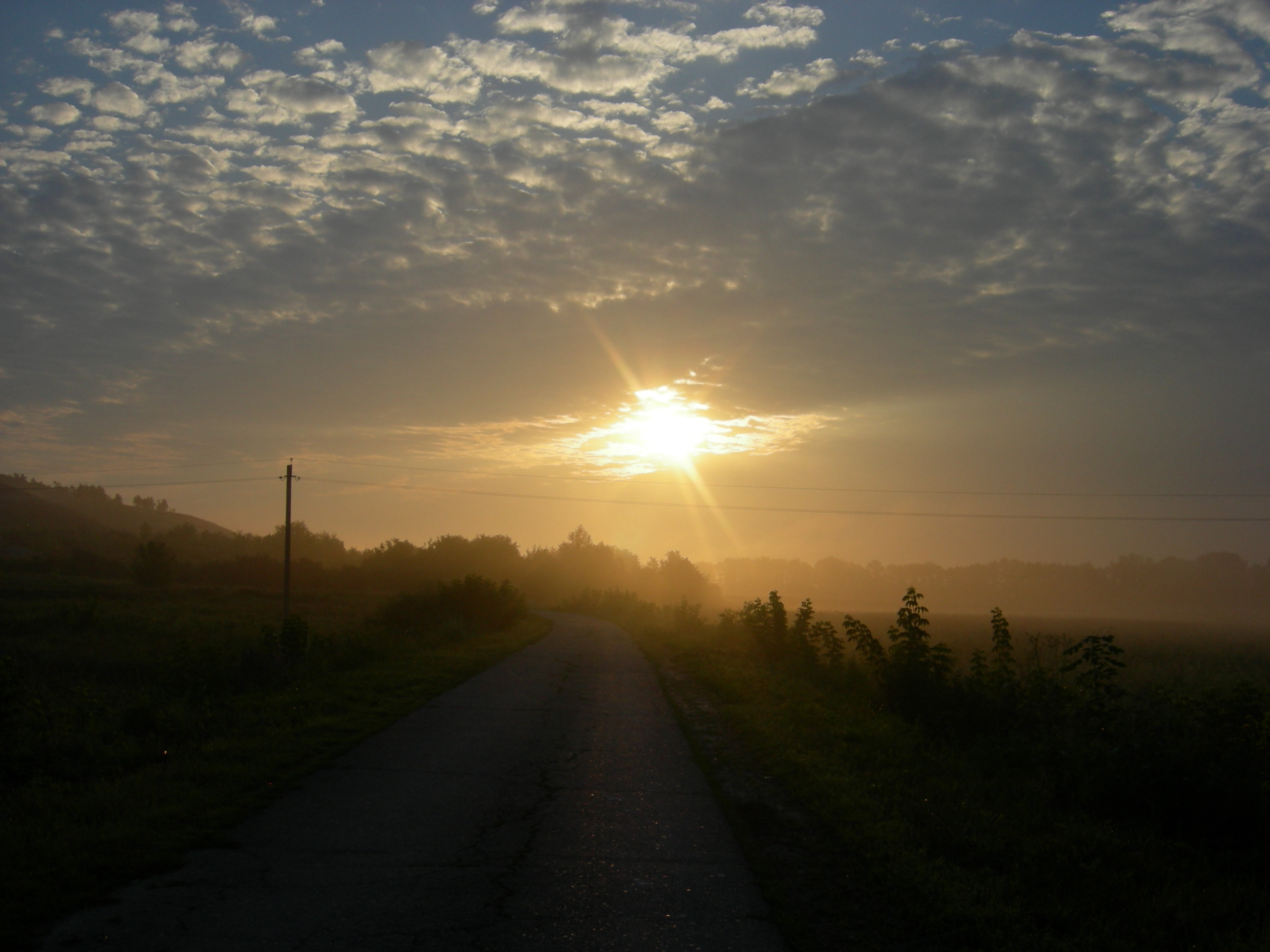
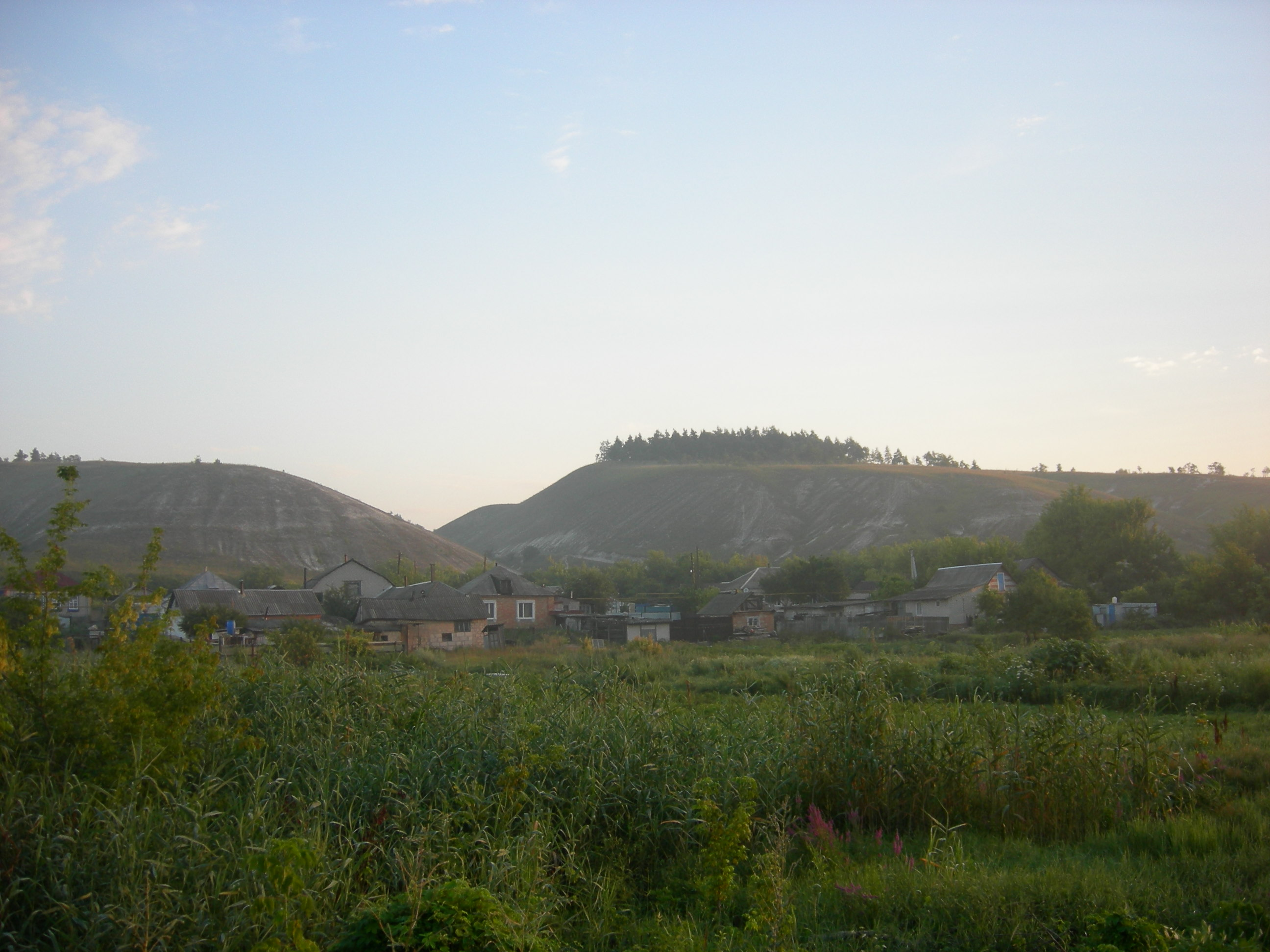
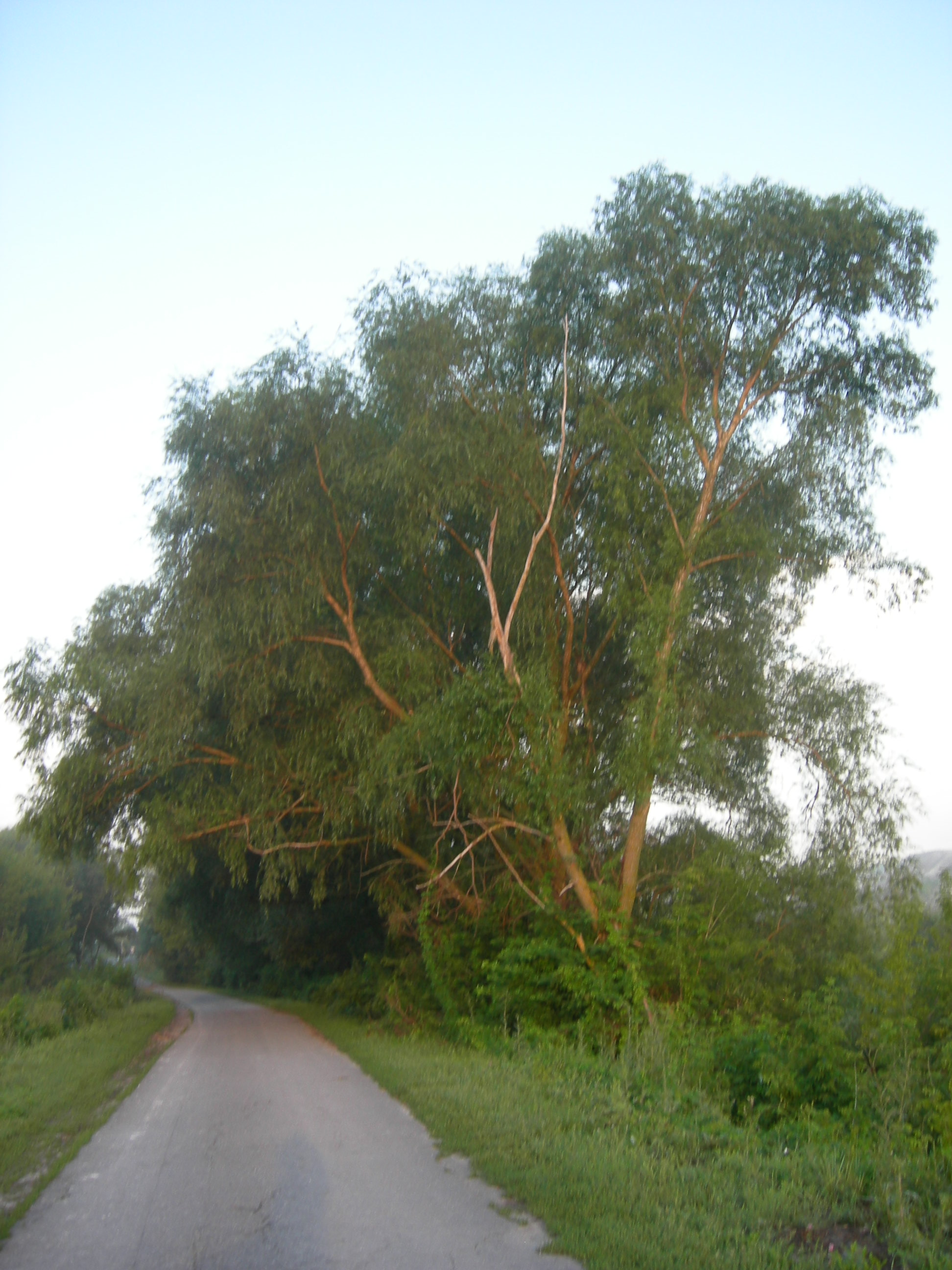
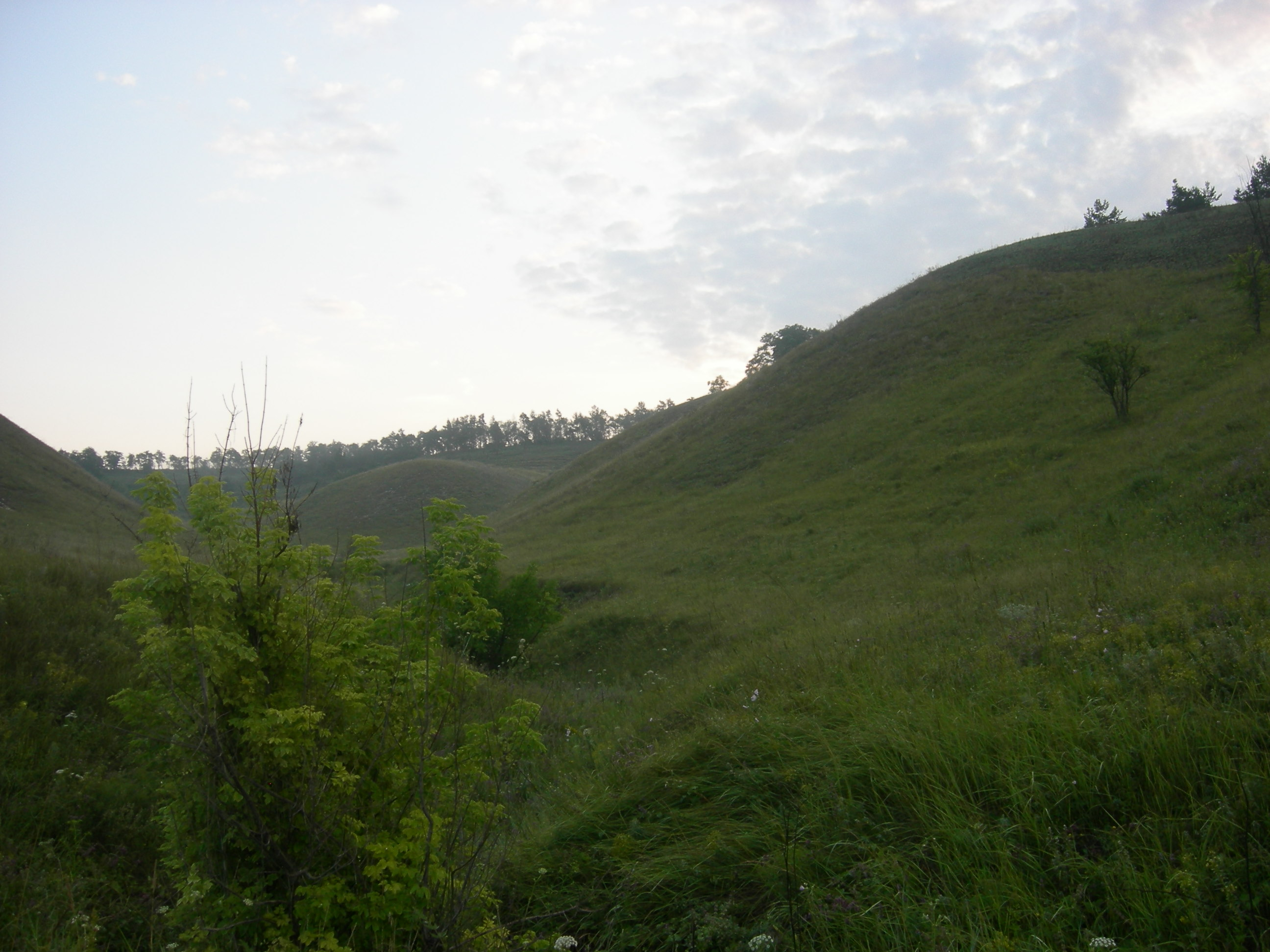
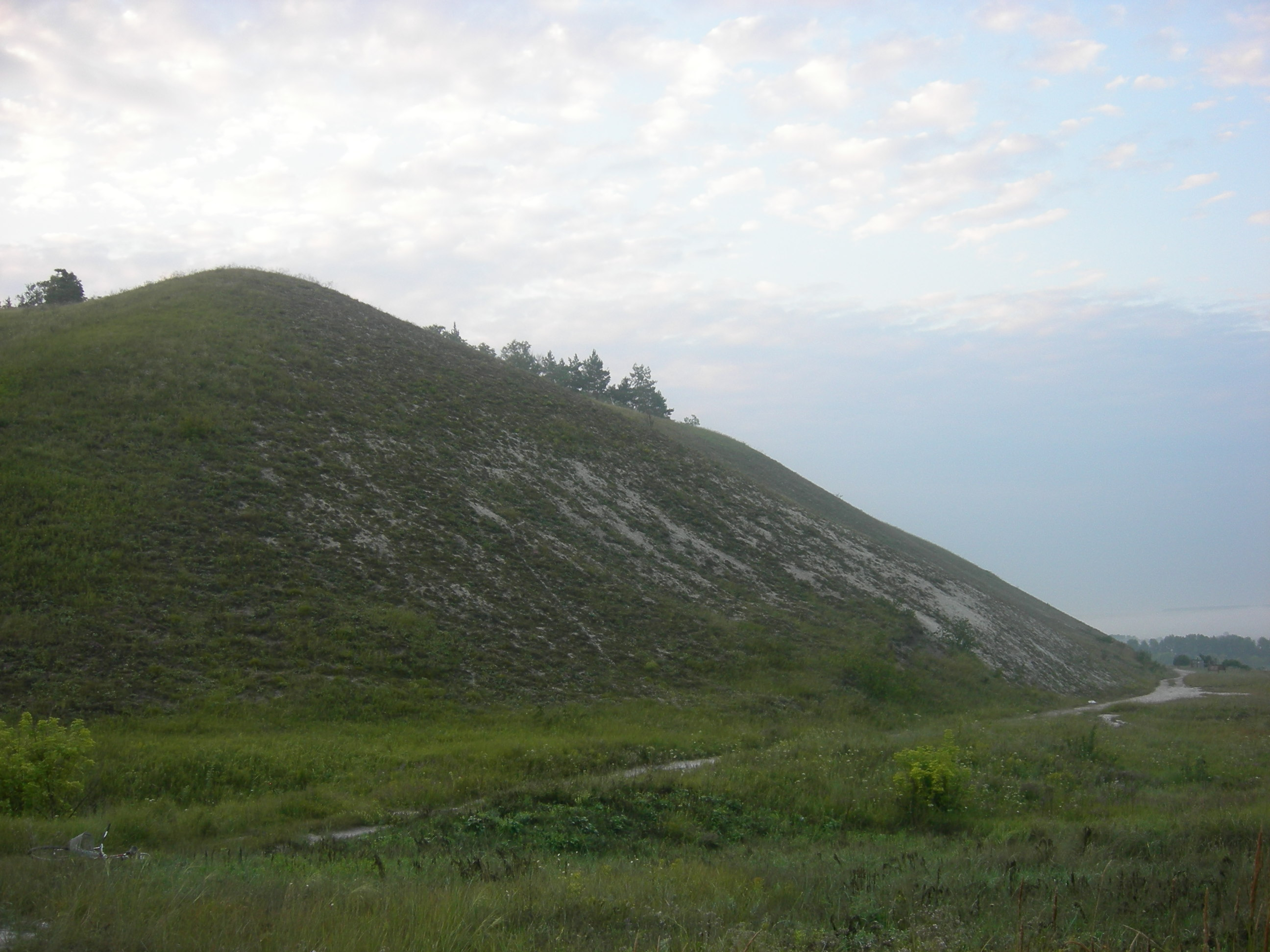
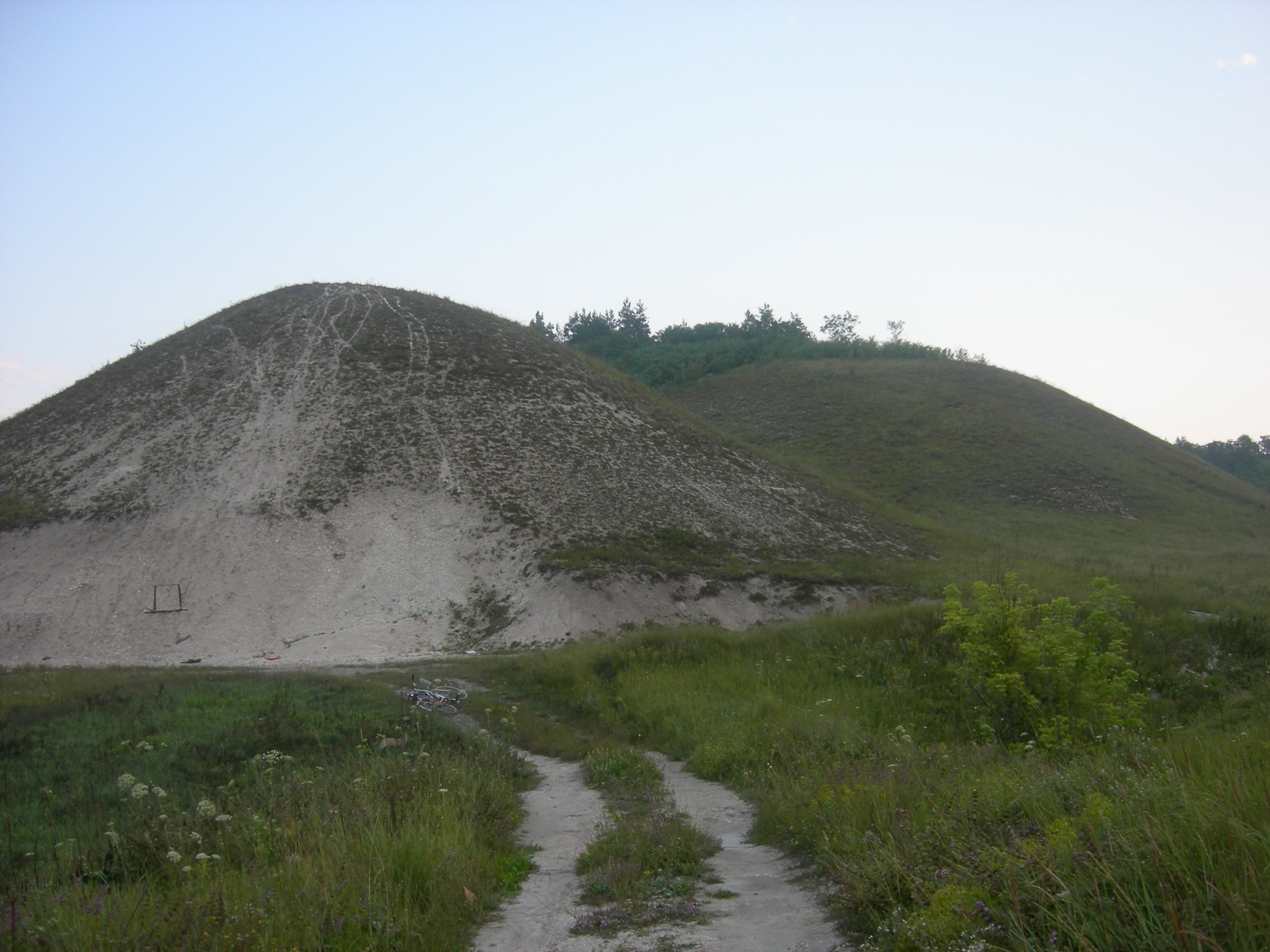
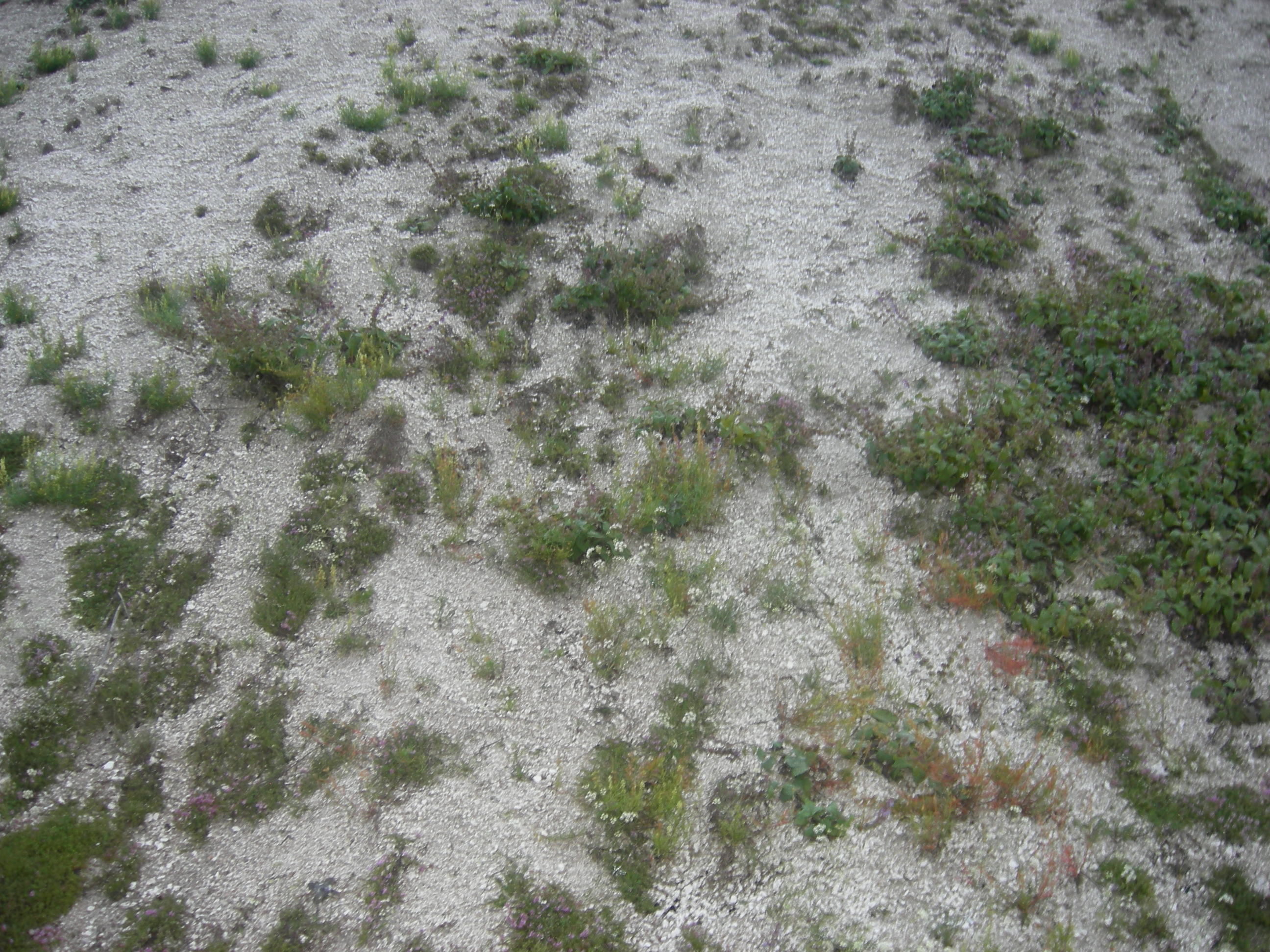
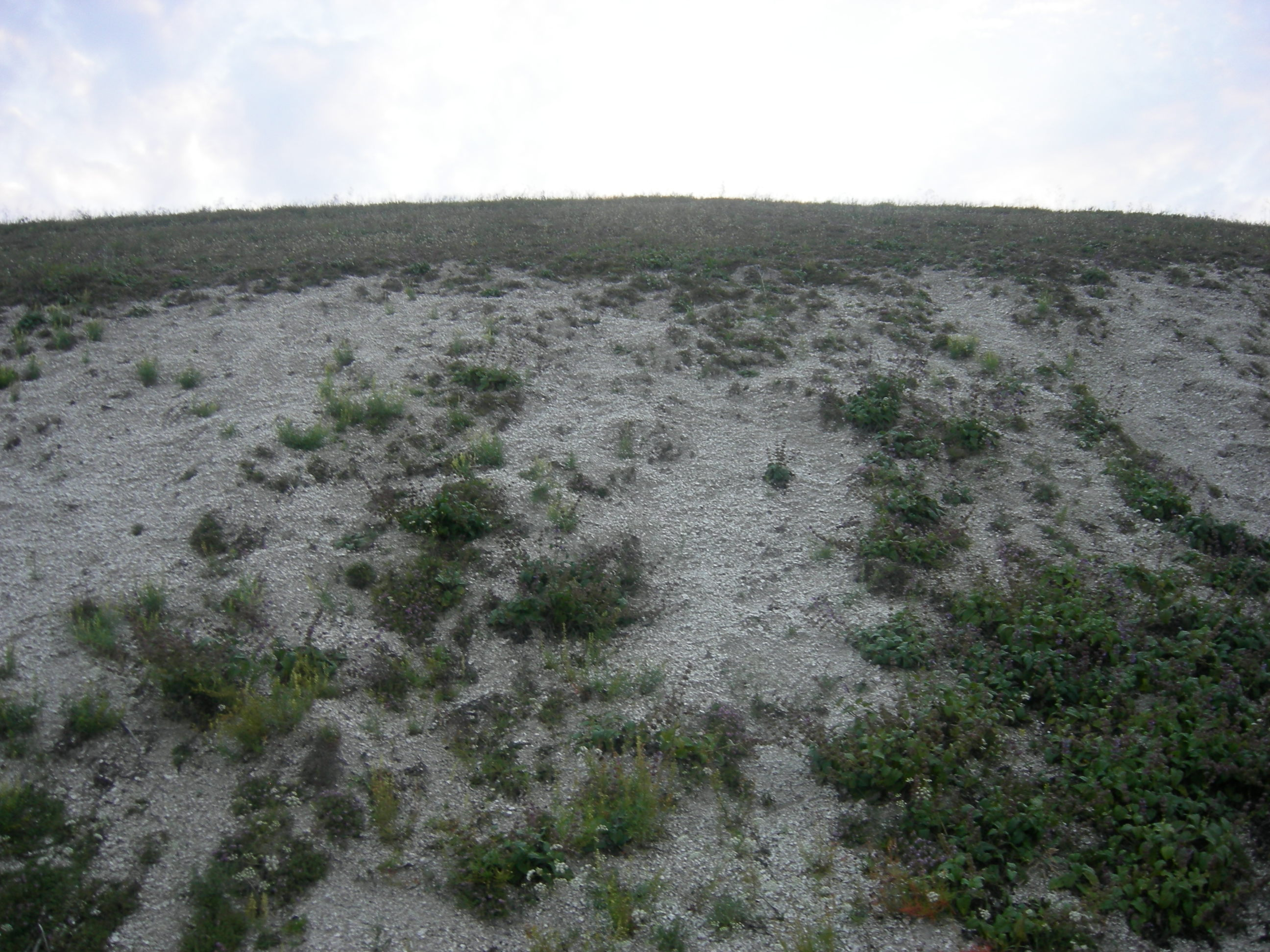
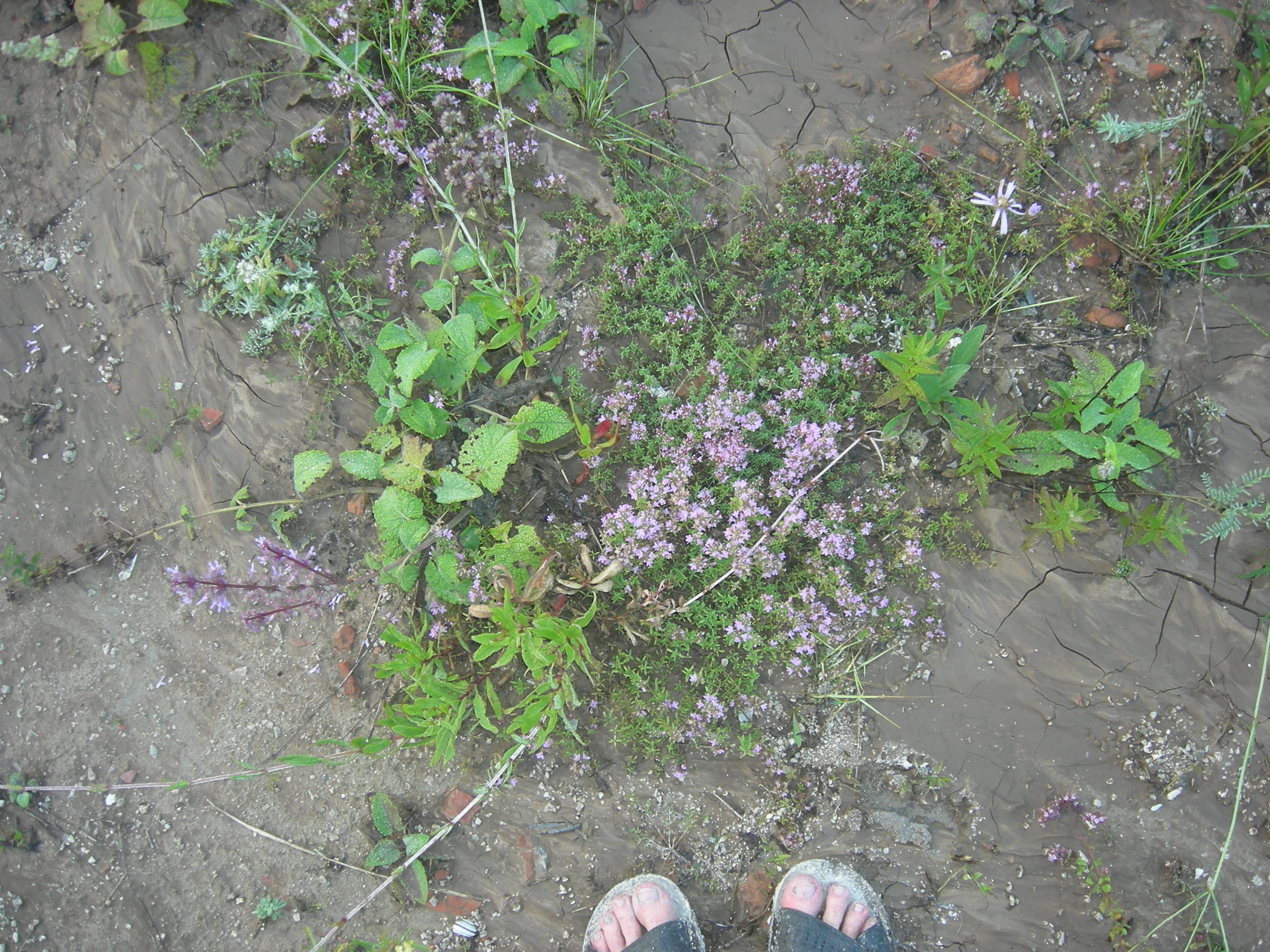
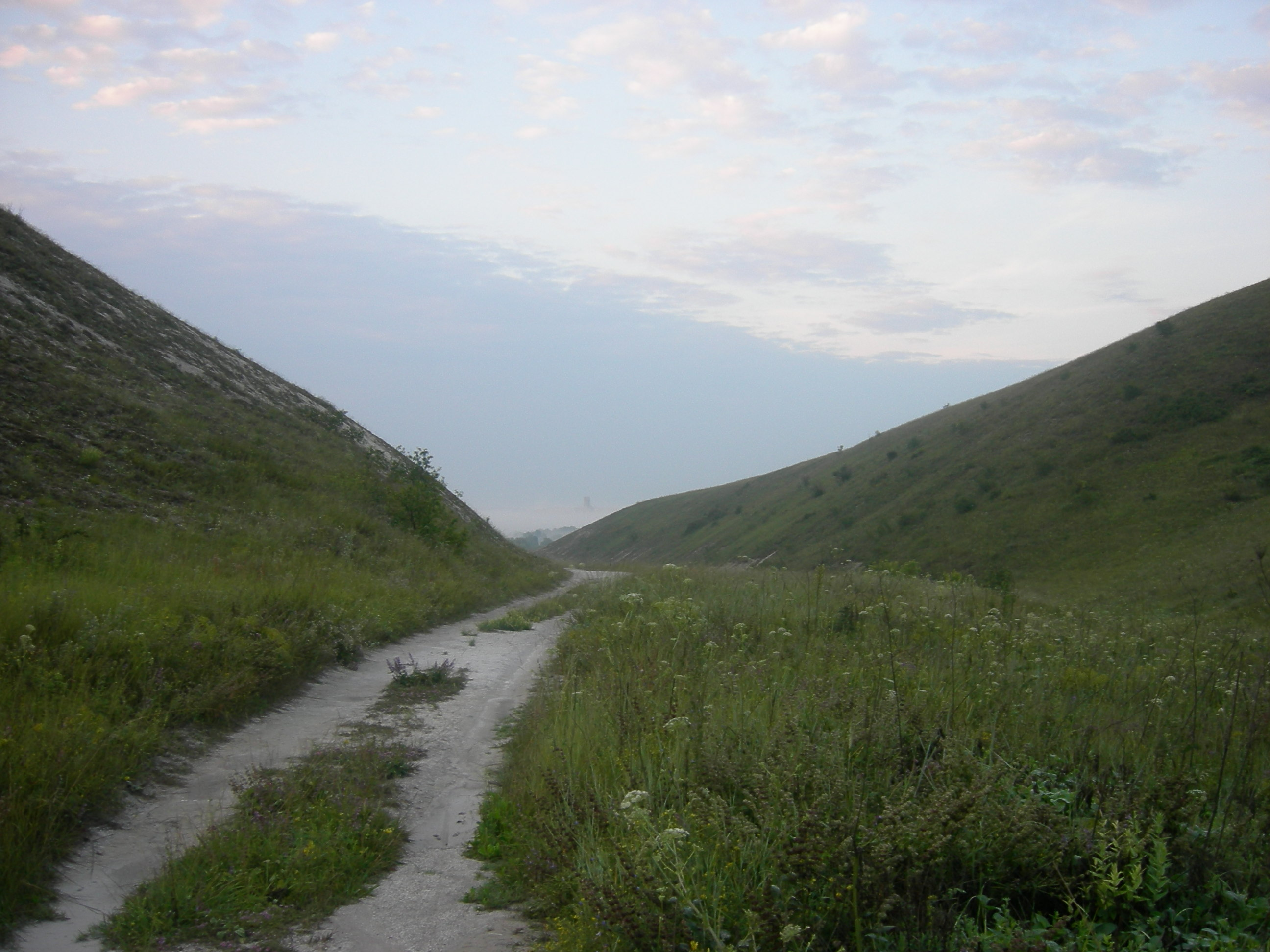
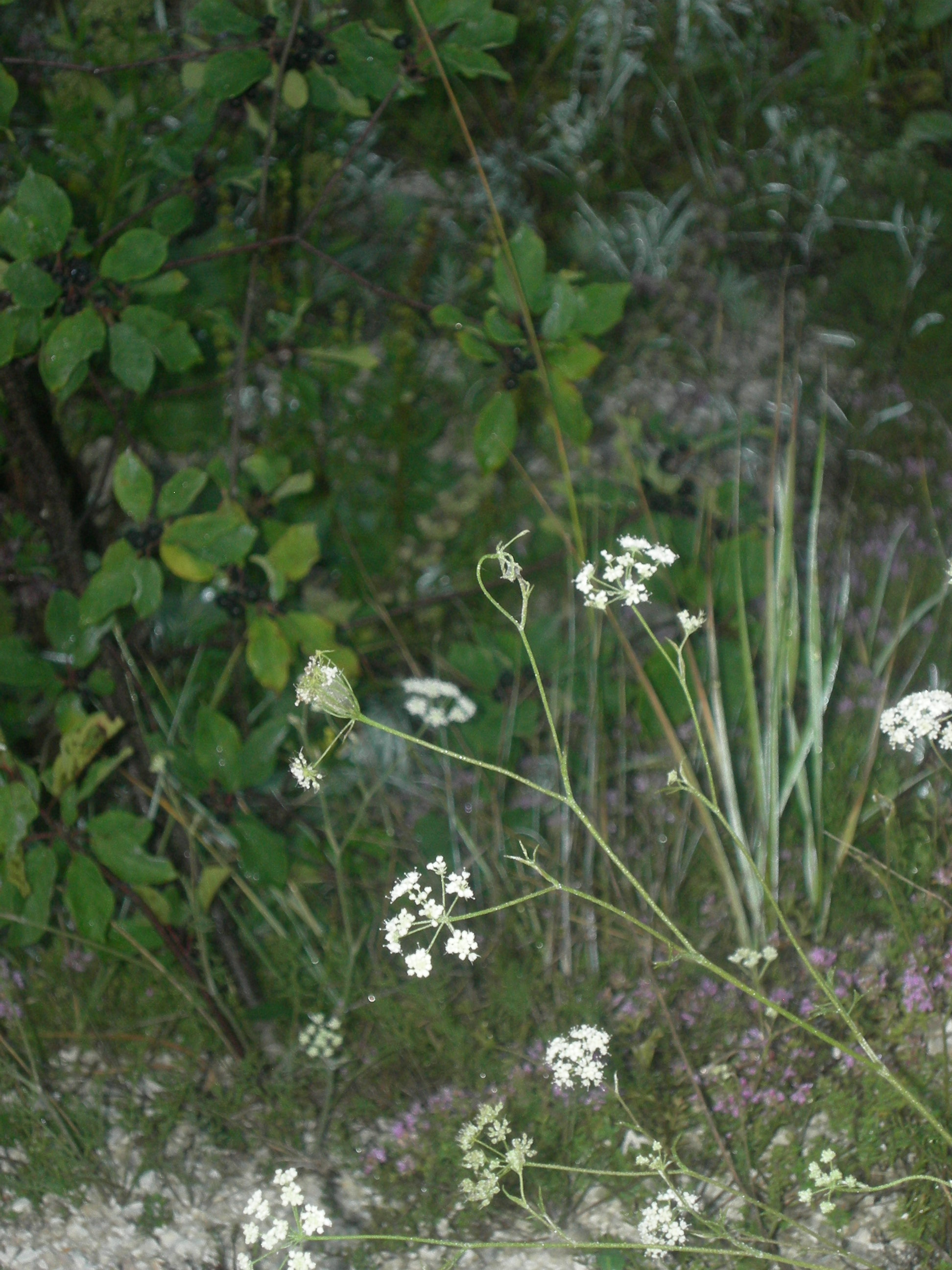
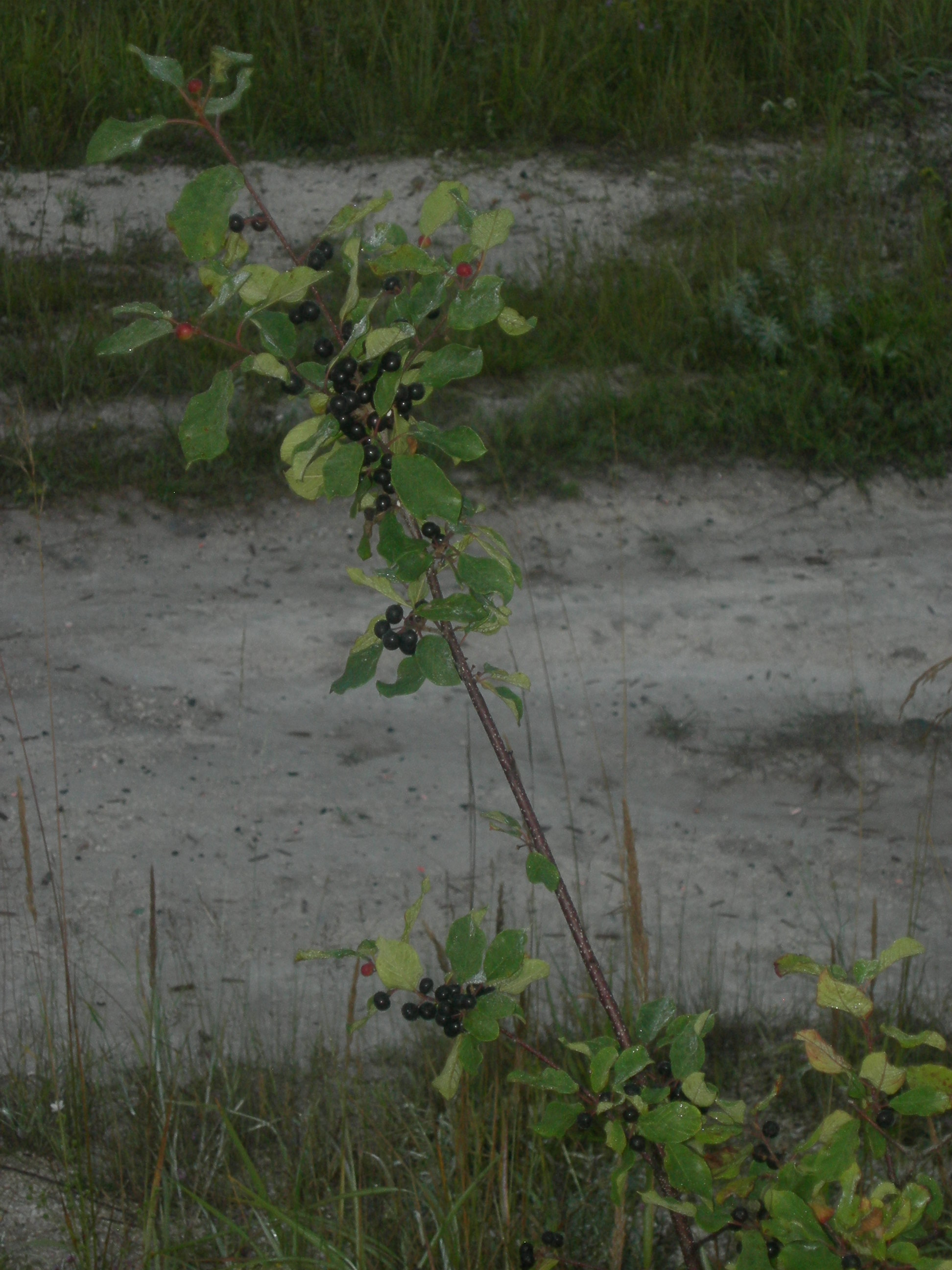
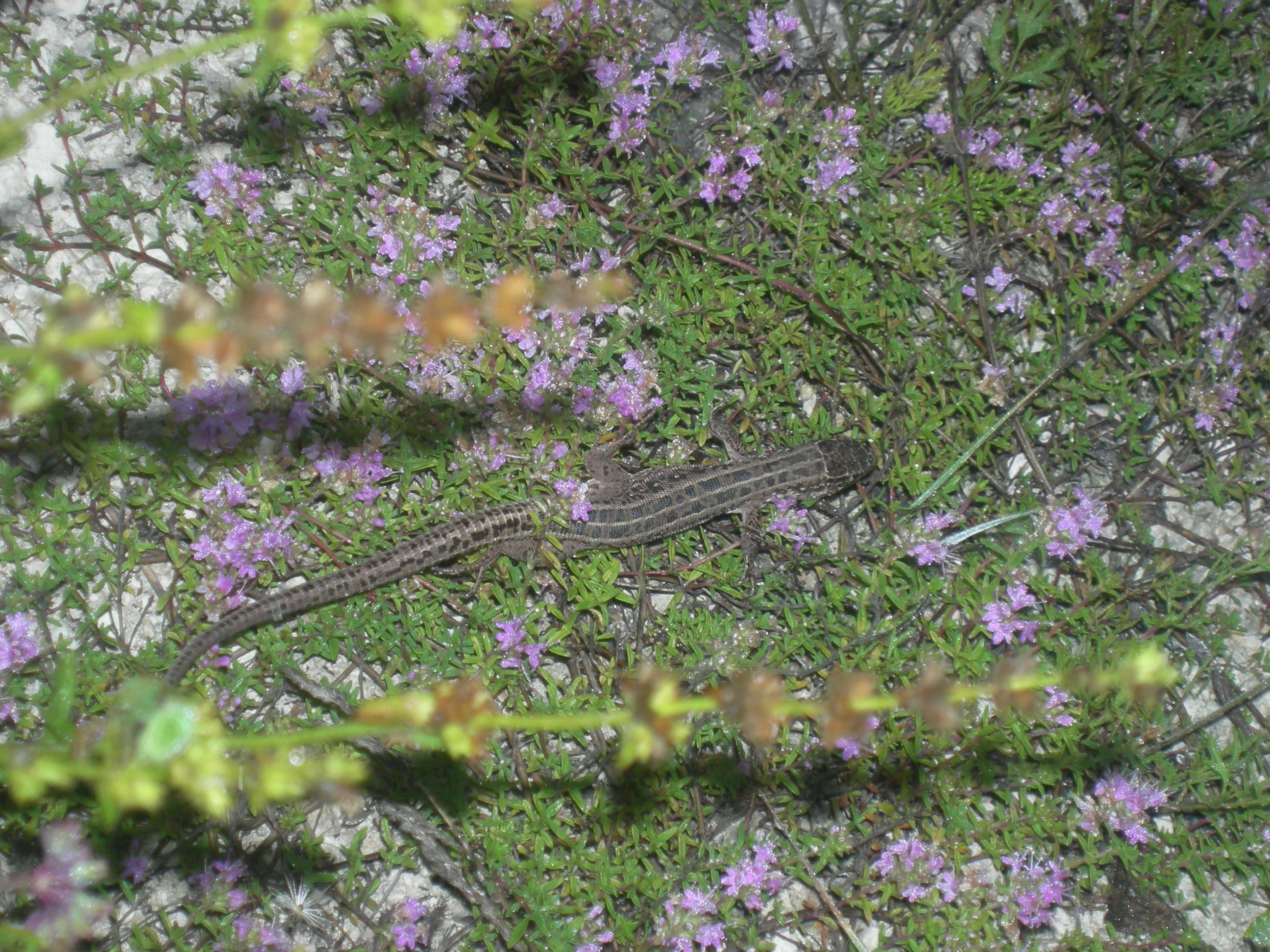
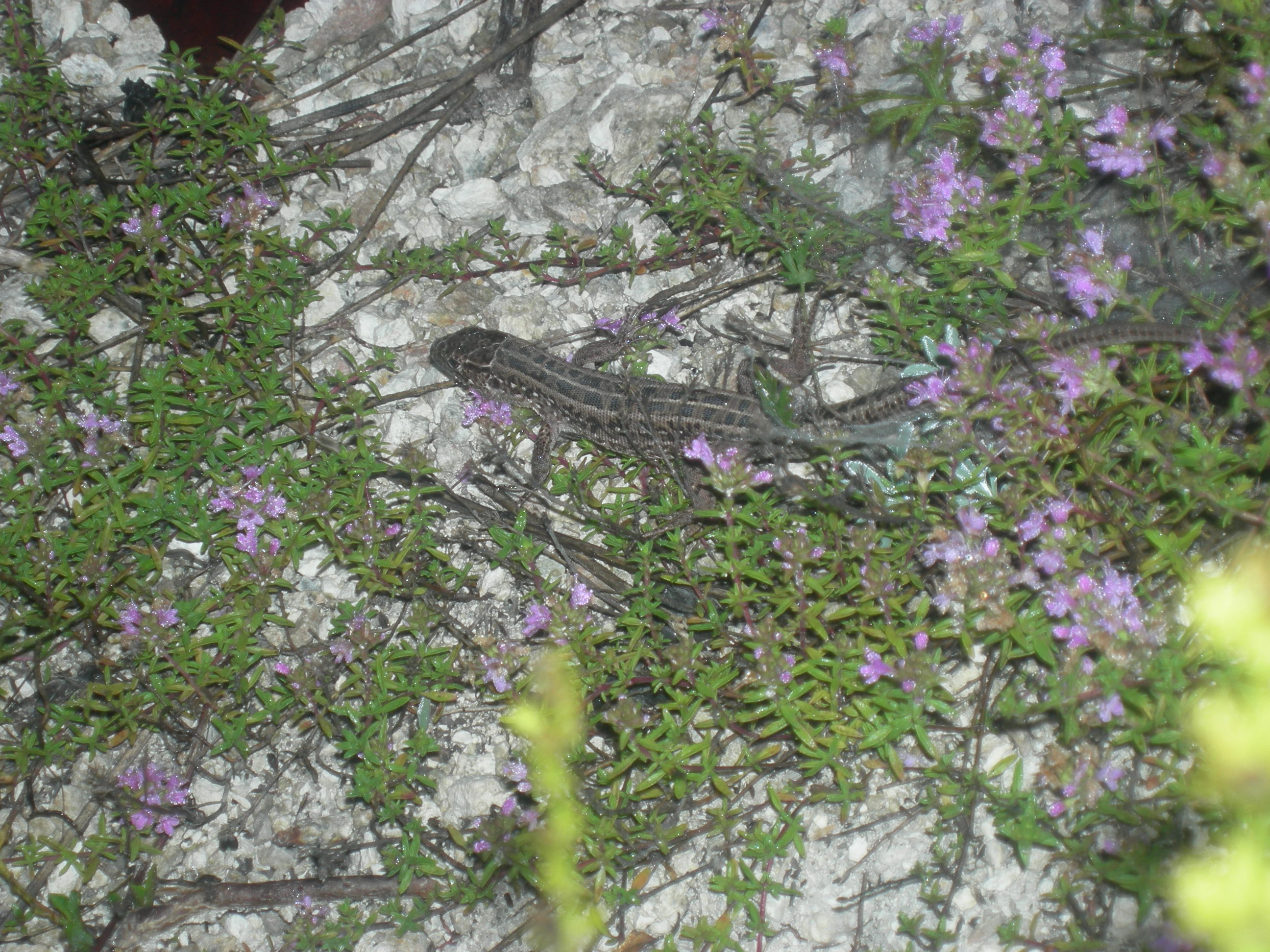

## Население
| 2002 | 2010 |
| ---- | ---- |
| 163  | ↘133 |